# Kotido
Kotido est une ville du nord-est de l'Ouganda, capitale du district de Kotido.

## Source
- (en) Cet article est partiellement ou en totalité issu de l’article de Wikipédia en anglais intitulé « Kotido » (voir la liste des auteurs).